# Tetrasida tulla
Tetrasida tulla är en malvaväxtart som först beskrevs av Oskar Eberhard Ulbrich, och fick sitt nu gällande namn av Fuertes och Fryxell. Tetrasida tulla ingår i släktet Tetrasida och familjen malvaväxter. Inga underarter finns listade i Catalogue of Life.